# Bernardo Silva
Bernardo Mota Veiga de Carvalho e Silva, més conegut com a Bernardo Silva (Lisboa, Portugal, 10 d'agost de 1994) és un futbolista professional portuguès que juga com a extrem dret al Manchester City FC de la Premier League anglesa. És internacional amb la selecció portuguesa.

## Trajectòria
Format a les categories inferiors de l'Sport Lisboa e Benfica, el 2013 va començar la seva carrera professional al Benfica B, de la Segona Divisió portuguesa. La temporada 2013-14 va disputar alguns partits amb el primer equip, que acabaria guanyant la Primera Divisió portuguesa, la Copa i la Copa de la lliga. L'estiu de 2014 va ser cedit a l'AS Mònaco per un any, però l'equip francès l'acabaria fitxant per a les següents dues temporades, l'última de les quals, la 2016-17, guanyaria la Ligue 1. El 2017 va fitxar pel Manchester City FC, equip amb el qual va guanyar la Premier League 2017-18.
Silva va formar part de la selecció de Portugal sub21, amb la qual va marcar 6 gols en 14 partits. Va formar part de l'equip que va acabar subcampió europeu de la categoria el 2015. Va ser inclòs en l'equip ideal del torneig. El seu debut amb el selecció absoluta va ser el 31 de març de 2015 a un partit amistós contra la selecció de Cap Verd. L'1 de setembre de 2016 va marcar el seu primer gol amb la selecció absoluta, en un amistós contra la selecció de Gibraltar, equip que van derrotar per 5 a 0. Silva va disputar la Copa del Món de 2018 a Rússia.

## Palmarès
Benfica
- Primeira Liga: 2013–14
- Taça de Portugal: 2013–14
- Taça da Liga: 2013–14

Mònaco
- Ligue 1: 2016–17

Manchester City
- Campionat del Món de Clubs: 2023
- Lliga de Campions de la UEFA: 2022–23
- Supercopa d'Europa: 2023
- 6 Premier League: 2017–18, 2018–19, 2020–21, 2021–22, 2022–23 i 2023–24
- 2 FA Cup: 2018–19 i 2022–23
- 4 EFL Cup: 2017–18, 2018–19, 2019–20 i 2020–21
- 2 Community Shield: 2018 i 2019

Selecció portuguesa
- Lliga de les Nacions de la UEFA: 2018–19